# Линдения четырёхлистная

Линдения четырёхлистная, или линдения обыкновенная, (лат. Lindenia tetraphylla) — вид стрекоз из семейства Gomphidae, подсемейства Lindeniinae в составе монотипического рода Линдении Lindenia de Haan, 1826 .

## Систематика
Вид входит в состав монотипического рода Lindenia. Описанный Lindenia inkiti Bartenev, 1930 c озера Инкит (Западное Закавказье, окрестности Пицунды в Абхазии), является тёмной формой Lindenia tetraphylla.

## Описание
Общая длина 69—80 мм, длина брюшка — 49—57 мм, длина заднего крыла 36—40 мм.

## Ареал
Средиземноморско-среднеазиатский вид с ареалом, разбитым на множество мелких фрагментов. На территории Украины впервые найден в 2013 году — 2 самца, Крым, Феодосийский горсовет, п. Приморского.
На территории России вид впервые собран в начале XX века (1928 год) с территории Дагестана, впоследствии в 2007 году в Яшкульском и Черноземельском районах Республики Калмыкия, позднее найден в Нижнем Поволжье, Астраханской и Ростовской области.

## Биология
Время лёта с июня по август включительно. Вид имеет склонность совершать миграции. Встречается в открытых степях и полупустынях с солоноватыми водоёмами — прудами и озёрами. Предпочитает водоёмы со слабым течением (преимущественно крупные озера и реки). Часто привязан к местам с обширными зарослями тростника, но встречается и на озёрах с редкой растительностью.